# Sydlige flodterminal
Sydlige flodterminal (russisk: Южный речной вокзал, tr. Juzjnyj retjnoj vokzal) er den ene af to passagerflodterminaler i Moskva. Den anden er Nordlige flodterminal. Terminalen blev bygget i 1985 efter design af arkitekten A.M.Rukhlyadev. Den ligger i rajonen Nagatinskij Zaton i Sydlige administrative okrug ved Moskvafloden.